# Норига, Энтони
Энтони Андре Норига (англ. Anthony Andre Noreiga; род. 15 января 1982, Сан-Фернандо) — тринидадский футболист, защитник.

## Карьера

### Клубная
Начинал свою карьеру в клубе «Старуорлд Страйкерс». Затем Норига переехал в США на обучение в Университет Джорджа Мейсона и параллельно выступал за футбольную команду вуза. В 2006 году тринидадец играл канадский «Ванкувер Уайткэпс». В 16 играх за клуб он забил один гол. Затем защитник вернулся на родину, где и завершил карьеру.

### Сборная
За сборную Тринидада и Тобаго Энтони Норига дебютировал 25 июля 2002 года в товарищеском матче против Барбадоса, который завершился со счётом 0:0. В национальную команду футболист не вызывался пять лет, пока в 2007 году он не попал в её состав на Золотой кубок КОНКАКАФ в США. На турнире защитник провёл два матча.

## Достижения
- Обладатель Кубка Тринидада и Тобаго  (1): 2007.